# Sistema tributario de Uruguay
El sistema tributario de Uruguay comprende el conjunto de tributos que son exigidos por los distintos niveles de la Hacienda Pública de Uruguay. 

## Subsistemas
Cabe distinguir subsistemas tributarios a nivel estatal y departamental.

### A nivel estatal
La Dirección General Impositiva es el organismo recaudador y fiscalizador a nivel estatal. Los impuestos más importantes son el IVA, el Impuesto al Patrimonio y el Impuesto a la Renta (IRAE); este último había sido implantado por Juan Eduardo Azzini, tiempo después fue derogado, hasta que Danilo Astori lo reimplantó en 2007. 
A fines de 2010 la DGI publicó la "Carta del Contribuyente".
La identificación tributaria adopta la forma del RUT, con un código de doce dígitos.
Otro tributo importante a nivel estatal es el Impuesto de Enseñanza Primaria, aunque éste es directamente recaudado por la ANEP.

### A nivel departamental
Por su parte, las Intendencias recaudan a nivel departamental; los tributos más importantes son la Contribución Inmobiliaria y la Patente de Rodados.

## Sistema tributario nacional

### Imposición sobre la renta
En el sistema tributario nacional vigente, los impuestos sobre la renta comprenden principalmente: el Impuesto a las Rentas de las Actividades Económicas (IRAE), el Impuesto a la Renta de las Personas Físicas (IRPF) y el Impuesto a las Rentas de los No Residentes (IRNR).

#### Impuesto a las Rentas de las Actividades Económicas (IRAE)
El Impuesto a las Rentas de las Actividades Económicas (IRAE) se encuentra regulado en el Título 4 del Texto Ordenado de 1996 (Decreto n.º 338/1996), que fue creado por la Ley n.º 18083 de reforma tributaria.
Este es un impuesto anual sobre las rentas de fuente uruguaya de actividades económicas de cualquier naturaleza (artículo 1). Las rentas comprendidas en el hecho imponible o generador de la obligación tributaria (su aspecto material) son las rentas empresariales, las asimiladas a empresariales por la habitualidad en la enajenación de inmuebles y las rentas gravadas por IRPF que tributan IRAE por opción o preceptivamente por superar ciertos topes cuantitativos (artículo 2).
Para Sol Agostino Giraldez, esta clasificación de las rentas no es exacta, sino que podrían diferenciarse las siguientes categorías:
- Las rentas comprendidas por la forma de organización adoptada por el sujeto que las obtiene. Aquí el legislador deja de lado las consideraciones económicas o sustanciales y toma en cuenta las consideraciones de carácter formal, haciendo una presunción absoluta de que las rentas obtenidas por estos sujetos son empresariales por el hecho de adoptar estas formas jurídicas, sin importar si hay una efectiva combinación de los factores capital y trabajo para producir un resultado económico.[3] Incluye las rentas obtenidas por:
  - Las sociedades anónimas y las sociedades en comandita por acciones, constituidas o en formación —es decir, las que aún no han finalizado con el procedimiento para su formal constitución— (numeral 1° del literal A del artículo 3); y las restantes sociedades comerciales reguladas por la Ley de Sociedades Comerciales n.º 16060, salvo las sociedades de hecho (numeral 2° del literal A). Para Agostino, las sociedades irregulares deben seguir el tratamiento fiscal previsto para el tipo social según el cual fueron documentadas, aún si no culminaron en plazo los trámites para la adopción regular del tipo. Las sociedades atípicas —aquellas que adoptan un tipo social no previsto por la Ley de Sociedades Comerciales—, cuyo régimen societario será el de las sociedades irregulares, a los efectos de este impuesto se encontrarían incluidas dentro del numeral 2 del literal A de este artículo en virtud de verse comprendidas por la mención de "las restantes sociedades comerciales reguladas por la Ley N° 16060". Idéntica solución también sería para las sociedades accidentales. En el caso de las sociedades nulas, se verían comprendidas dentro del régimen previsto para el tipo social que pretendió adoptar: el del numeral 1 para las sociedades anónimas o en comandita por acciones, o el del numeral 2 para los demás tipos; aunque merece hacer mención que el nacimiento de la obligación tributaria no se verá afectada por la invalidez de la sociedad, según dispone el Código Tributario uruguayo en su artículo 14.[3]
  - Las asociaciones agrarias, las sociedades agrarias y las sociedades civiles con objeto agrario (numeral 3° del literal A del artículo 3). Son formas asociativas reguladas por la Ley n.º 17777.[3]
  - Los entes autónomos y servicios descentralizados del dominio industrial y comercial del Estado (numeral 5° del literal A del artículo 3). Agostino, citando a Andrés Blanco, plantea que en este caso no sería de aplicación la inmunidad fiscal del Estado y por lo tanto, tratándose de actividades comerciales e industriales, las rentas obtenidas por estas dos categorías de entes públicos quedan comprendidas dentro de las presumidas como empresariales, debido a que el artículo 463 de la Ley N°16226 —presumiblemente interpretativa de la Constitución— limita su alcance al "Estado", organismos del artículo 220 de la Constitución y a los Gobiernos Departamentales, sin incluir a los Entes Autónomos ni a los Servicios Descentralizados industriales y comerciales; y porque el alcance de la norma de inmunidad es en cuanto a las actividades no comerciales ni industriales.[3]
  - Los fondos de inversión cerrados de crédito (FICC) (numeral 6° del literal A del artículo 3).[3]
  - Los fideicomisos, excepto los de garantía (numeral 7° del literal A del artículo 3).[3]
- Las rentas comprendidas por la forma de organización adoptada y otros aspectos de hecho:
  - Las sociedades de hecho —es decir, aquellas sociedades comerciales que no han sido documentadas— y las sociedades civiles (numeral 8° del literal A del artículo 3). No se presumen empresariales las rentas puras de trabajo, de capital o mixtas obtenidas por sociedes integradas exclusivamente por personas físicas residentes, ni tampoco las rentas puras de capital obtenidas por sociedades integradas por personas físicas residentes y entidades no residentes.[3]
  - Los establecimientos permanentes de entidades no residentes en el Uruguay (numeral 4° del literal A del artículo 3).[3]
- Las rentas comprendidas por sus características.
  - Las rentas empresariales propiamente dichas (numeral 1° del literal B del artículo 3). Estas son las derivadas de actividades lucrativas realizadas por empresas, considerándose por "empresa" toda unidad productiva que combine capital y trabajo para producir un resultado económico, a tal fin intermediando en la circulación de bienes o prestación de servicios.[3]
  - Las rentas por actividades agropecuarias (numeral 2° del literal B del artículo 3). Estas son aquellas destinadas a obtener productos primarios, vegetales o animales. También quedan comprendidas otras actividades: las enajenaciones de bienes de activo fijo afectados a la explotación agropecuaria, servicios agropecuarios prestados por el productor, y las actividades de pastoreo y similares. Con ciertos límites, quienes obtengan rentas por actividades agropecuarias podrán optar por tributar IRAE o IMEBA (no tienen esta opción las entidades de los numerales 1, 4, 5, 6 y 7 del literal A del artículo 3). Esta opción no comprende al segundo grupo de actividades (enajenación de bienes de activo fijo de la explotación agraria, etc.).[3]
  - Las rentas asimiladas a empresariales por la habitualidad en la enajenación de inmuebles (artículo 4). Comprende los casos de la enajenación o promesa de venta de inmuebles que se hayan derivado de loteos, entendiéndose por "loteo" aquellos fraccionamientos de los que resulte un número de lotes superior a 25 (literal A). También comprende a la enajenación o promesa de venta de inmuebles, siempre que el número de ventas exceda de dos en el año fiscal y que el valor fiscal de los bienes enajenados supere el doble del monto mínimo no imponible del Impuesto al Patrimonio de las personas físicas en el año civil en que se realicen dichas enajenaciones (literal B), salvo excepciones.[3]
- Las rentas comprendidas en el IRPF pero que ingresan al IRAE por opción o preceptivamente por superar determinado tope para las rentas de trabajo fuera de la relación de dependencia (artículo 5).

Los sujetos pasivos (aspecto subjetivo del hecho generador), tanto personas físicas como jurídicas, se requiere que sean residentes. El artículo 9 describe que son sujetos pasivos:
- las sociedades con o sin personería jurídica, residentes en la República, incluso las que estén en liquidación;
- los establecimientos permanentes de entidades no residentes en la República;
- las asociaciones agrarias, sociedades agrarias y sociedades civiles con objeto agrario;
- los entes autónomos y servicios descentralizados que integran el dominio industrial y comercial del Estado;
- los fondos de inversión cerrados de crédito;
- los fideicomisos, excluidos los de garantía;
- las personas físicas y los condominios, en cuanto sean titulares de rentas comprendidas.

A diferencia de los sistemas tributarios de la mayor parte del mundo, en Uruguay en general y en este impuesto en particular, se rige por el criterio de la fuente. Quedan gravadas las rentas de fuente uruguaya, y estas son las provenientes de actividades desarrolladas, bienes situados o derechos económicamente utilizados en Uruguay, con prescindencia de la nacionalidad, domicilio o residencia de quienes intervengan en las operaciones o del lugar de celebración de los negocios jurídicos (aspecto espacial del hecho generador).
La alícuota del impuesto es del 25% sobre la renta neta fiscal. 
Para determinar la renta neta fiscal primero debe determinarse la renta bruta. La renta bruta es A) el producido total de las operaciones de comercio, industria, servicios, etc. u otras comprendidas en el artículo 2 devengado en el transcurso del ejercicio. En el caso de ser de lo producido por la enajenación de bienes, la renta bruta quedará determinada por el total de ventas netas (ventas brutas menos devoluciones, bonificaciones y descuentos) menos el costo de adquisición y de producción. B) el incremento patrimonial producido en el ejercicio económico por las operaciones anteriores. La normativa también prevé cálculos específicos para otras situaciones.
Una vez obtenida la renta bruta, para establecer la renta neta se le deducirá a la renta bruta los gastos devengados en el ejercicio, necesarios para obtener y conservar las rentas gravadas, que hayan sido debidamente documentados conforme a las normas sobre documentación previstas para el IVA.

#### Impuesto a la Renta de las Personas Físicas (IRPF)
Es un impuesto anual, de carácter personal y directo que grava las rentas uruguaya así como los rendimientos de capital mobiliario provenientes del exterior
```
Rentas uruguaya coincide, en términos generales, con la definición dada a nivel del IRAE ya que considera aquellas provenientes de actividades desarrolladas, bienes situados o derechos utilizados económicamente en la República, también con algunas excepciones.
```

En lo que respecta al concepto de residencia fiscal, se consideran residentes quienes cumplan con alguna de las siguientes condiciones:
Que permanezcan más de 183 días del año en territorio nacional ó
Que radiquen en el territorio nacional el núcleo principal o la base de sus actividades o de sus intereses económicos o vitales (se presume, salvo prueba en contrario, que una persona física tiene su centro vital en el país, cuando residan en Uruguay su cónyuge e hijos menores de edad).
La estructura del IRPF está concebida sobre la base de un “sistema dual”, mediante el cual se establece un tratamiento diferencial para las rentas del capital (Categoría I) y las rentas del trabajo (Categoría II), debiéndose realizar su liquidación por separado.

#### Impuesto a las Rentas de los No Residentes (IRNR)
El IRNR es un impuesto anual, de carácter personal y directo que grava todas las rentas de fuente uruguaya que obtienen las personas físicas o jurídicas no residentes, cuando no actúen en la República a través de un Establecimiento Permanente (EP).
Se entiende por rentas de fuente uruguaya básicamente aquellas provenientes de actividades desarrolladas, bienes situados o derechos utilizados económicamente en la República, con algunas excepciones.
En general el impuesto grava rentas brutas, a tasas proporcionales, siendo la tasa general del 12%.
Al igual que en el IRPF, se ha designado un amplio elenco de responsables que deberán retener y pagar el impuesto, cuando paguen o acrediten rentas a no residentes. Quienes hayan sido objeto de retención por todas sus rentas no se encuentran obligados a presentar declaración jurada.

### Imposición al consumo

#### Impuesto al Valor Agregado (IVA)
Un impuesto que alcanza las operaciones a título oneroso consistentes en la circulación interna de bienes, la prestación de servicios dentro del territorio nacional, la introducción de bienes al país, y la agregación de valor originada en la construcción realizada sobre inmuebles.

#### Impuesto Específico Interno (IMESI)
El Impuesto Específico Interno (IMESI) es otro impuesto que grava el consumo —frente al impuesto general que grava el consumo que es el IVA—, que encuentra justificación de su existencia en una finalidad de política financiera de añadir mayor carga fiscal al consumo de determinados bienes, además de la finalidad fiscal de obtener mayores ingresos. Grava básicamente a bebidas alcohólicas, cosméticos, cigarrillos, energía eléctrica, vehículos automotores, lubricantes y grasas lubricantes, combustibles y derivados del petróleo.
El impuesto grava determinados bienes muebles corporales en varias hipótesis (aspecto material u objetivo):
- La primera enajenación a cualquier título de los bienes enumerados en el artículo 1.º. Esto significa que el impuesto es monofásico y que sobre un mismo bien no se puede generar más de una vez el tributo. En el caso de algunas hipótesis de adquisición o importación de determinados vehículos la generación del impuesto se difiere: en el caso de ambulancias y vehículos diplomáticos, se gravará en la primera enajenación posterior a la desafectación; y en el caso de la importación o enajenación de autobuses, taxímetros u otros vehículos de pasajeros, en la primera enajenación que se realice dentro un período de tres años de adquirido o importado.[5]
- La afectación al uso propio que los importadores y fabricantes hagan de los bienes gravados, ya sea autoconsumo interno o externo. En el caso de los importadores, estará gravada la afectación siempre que no se haya pagado por el bien antes de introducirlo al mercado interno.[5]
- La importación. Para que se dé la importación, el bien debe de haber ingresado al territorio aduanero uruguayo de forma efectiva y definitiva. Quedan excluidos los bienes afectados a su uso personal antes de la importación.[5]
- La transformación de vehículos de la que resulte un incremento de su valor, caso en el que el impuesto se liquidará sobre el incremento de valor.[5]

Son contribuyentes —y por ende sujetos pasivos— de este impuesto los fabricantes e importadores de los bienes gravados.

### Imposición sobre el capital

#### Impuesto al Patrimonio (IP)
El Impuesto al Patrimonio es un impuesto que grava el patrimonio neto (la diferencia entre activos y pasivos) en el Uruguay de los sujetos pasivos de la obligación tributaria. Está regulado por el Tïtulo 14 del Texto Ordenado de 1996, que remite a las Leyes n.º 13637 (ley que creó definitivamente el impuesto), n.º 16736, n.º 18083 y modificativas.
Este impuesto grava el patrimonio neto radicado en el Uruguay de los siguientes sujetos:
- Personas físicas, núcleos familiares y sucesiones indivisas cuyo patrimonio fiscal exceda el monto mínimo no imponible respectivo [cita requerida].
- Personas jurídicas contribuyentes de IRAE. También las personas físicas, núcleos familiares y sucesiones indivisas que posean patrimonio afectado a explotaciones agropecuarias.
- Personas físicas que tributan rentas por IRAE por opción o de forma preceptiva por superar ciertos topes.
- Personas jurídicas no residentes en el Uruguay que no actúan en el país mediante establecimiento permanente, que tributan IRNR.

## Perspectivas
A principios de 2011, el oficialismo discute una posible nueva reforma tributaria, donde el punto más discutido es la distribución de la riqueza; la mayoría del sistema político y empresarial se inclina por no cambiar el rumbo de la política impositiva en sus grandes lineamientos. El ministro de economía Fernando Lorenzo se inclina por bajar el IVA, mejorar el IRPF y mantener el estímulo a la inversión.
Otro aspecto que está siendo discutido a nivel político es la obligación de dar información sobre los contribuyentes, en un país con tradición de secreto tributario. También Argentina reclama más intercambio de información entre países. Al respecto, el exministro de economía Ignacio de Posadas opina que tomar una decisión así "es todo o nada". Se discute mucho sobre la pertinencia de las exigencias de la OCDE respecto de la supuesta "transparencia tributaria".
En el año 2012, Uruguay se aboca a concertar acuerdos de intercambio de información tributaria con Argentina y Brasil.